# Astrocharis virgo
Astrocharis virgo is een slangster uit de familie Astrocharidae.
De wetenschappelijke naam van de soort werd in 1904 gepubliceerd door René Koehler.